# Mammy Two Shoes
Mammy Two Shoes, ook wel Mrs. Two Shoes genoemd, is een personage uit de tekenfilmreeks Tom en Jerry. Ze is een Afro-Amerikaanse van middelbare leeftijd en komt in veertien filmpjes voor uit de oorspronkelijke Tom en Jerry-reeks van William Hanna en Joseph Barbera. Haar stem werd oorspronkelijk ingesproken door Lillian Randolph. Haar naam is afgeleid van goody two shoes (brave borst) en verwijst naar het feit dat doorgaans alleen haar benen te zien zijn. In de Nederlandse nasynchronisatie is haar naam letterlijk vertaald als Mevrouw Tweeschoen. 

## Achtergrond
Mammy Two Shoes is de bazin van Tom; ze spreekt hem steevast aan met "Thomas!" (behalve in het debuut Puss Gets the Boot, waarin Tom en Jerry nog Jasper en Jinx heetten) en wijst hem al slaand met de bezem op zijn verantwoordelijkheden. Ze duldt geen tegenspraak en dreigt Tom op straat te zetten als hij niet doet wat ze van hem vraagt. Jerry zorgt ervoor dat dat meestal ook gebeurt. 
In het begin was Mammy de huishoudster, maar in latere filmpjes (b)leek zij de enige bewoonster te zijn. Haar verschijning werd echter racistisch bevonden, en na veertien filmpjes werd ze vanaf 1952 vervangen door andere bazen; in de nadagen van het Hanna & Barbera-tijdperk was dat het jonge koppel Joan en George, en in de Tsjechische filmpjes van Gene Deitch was dat de nog strengere Clint Clobber.                                                                                       
Toen Tom en Jerry in de jaren 60 op (de Amerikaanse) tv kwamen werd Mammy een Ierse die met de stem van June Foray sprak. Van Saturday Evening Puss - een van de weinige filmpjes waarin het gezicht van Mammy even te zien was - werd een nieuwe versie gemaakt met een blank tienermeisje als vervangend personage. Buiten Amerika waren de oorspronkelijke versies wel op tv te zien. In 1992 werden deze wijzigingen ongedaan gemaakt; Mammy veranderde weer in een Afro-Amerikaanse en sprak voortaan met de stem van comédienne Thea Vidale.
In Tom en Jerry Tales uit de periode 2006-08 keerde Mammy terug als de blanke Mrs. Two-Shoes;  in tegenstelling tot het originele personage heeft zij een man en een zoon waarvan eveneens slechts de benen te zien zijn op foto's.